# アッシュル・ナツィルパル2世像
アッシュル・ナツィルパル2世像(Statue of Ashurnasirpal II)は、19世紀半ばにメソポタミア地方の古代遺跡カルフ（現在ではニムルドとして知られる）で著名な考古学者オースティン・ヘンリー・レヤード卿によって発見された石像である。この像はアッシリアの全身像の貴重な作例である。制作されたのは前883年から前859年の間であり、保存状態の良さと精緻な細工によって長く称えられている。1851年以降、大英博物館のコレクションに加えられている。

## 発見
この像は元々、アッシュル・ナツィルパル2世の敬虔さを示すためにイシュタル神殿に安置されていた。菱苦土鉱（マグネサイト）製であり、元々は赤みがかった石製の台座の上にあった。これらの素材は現地では手に入らないため、恐らくは国外遠征の後にニムルドへと持ち帰られたものであろう。レヤードは1850年にこの像を原位置で発見し、その後1年以内に像はロンドンへと運ばれた。

## 沿革
この像はアッシュル・ナツィルパル2世を表したものである。アッシリア王の王冠は被っておらず、王の髪と豊かに蓄えられた顎鬚を見ることができる。この像の顎鬚は平均的なアッシリア人たちの顎鬚よりも強調されたものであるとされている。王は半袖のチュニックとショールを身に着け、右手には鎌を持っている（アッシリアの神話の神々は時に怪物と戦うための武器として鎌を使用する）。そして左手はメイスを握っている。これは、アッシュル・ナツィルパル2世が最高神アッシュルからアッシュルの副王として与えられた権威を象徴するものであった。

## 碑文
アッシュル・ナツィルパル2世の胸部を横切るように、彼の称号と系譜を述べた8行の楔形文字の碑文がある。この碑文において、彼が指揮したティグリス川からレバノン山および「大海（恐らく地中海）」への遠征が言及されている。

## 読書案内
- Curtis, John E.; Reade, Julian E.  (eds), Art and empire: treasures from Assyria in the British Museum(London, The British Museum Press, 1995)
（『美術と帝国：大英博物館におけるアッシリアの財宝』（編：ジョン・Ｅ・カーティス、ジュリアン・Ｅ・リード、1995年、大英博物館出版））
- Grayson, Albert Kirk. Assyrian Royal Inscriptions (Wiesbaden, O. Harrassowitz, 1976)
（『アッシリア王の碑文』（著：アルバート・カーク・グレイソン、1976年、オット・ハラソヴィッツ出版（ドイツ）））
- Layard, Austen Henry. Discoveries in the ruins of Nineveh and Babylon (London, J. Murray, 1853)
（『ニネヴェとバビロンの遺構における発見』（オースティン・ヘンリー・レヤード、1853年））
- Reade, Julian E. Assyrian Sculpture (London, The British Museum Press, 1998)
（『アッシリアの彫刻』（著：ジュリアン・リード、1998年、大英博物館出版））